# Saison 2006-2007 de l'AS Nancy-Lorraine
Chronologie
Saison précédente Saison suivante
L'AS Nancy-Lorraine s'aligne pour la saison 2006-2007 en Ligue 1, en Coupe de France, en Coupe de la Ligue et en Coupe UEFA, grâce à sa victoire en Coupe de la Ligue la saison passée.

## Résumé de la saison
Après une précédente saison 2005-2006 qui a vu le club promu de Ligue 2 obtenir son maintien avec une 12e place, et une victoire en Coupe de la Ligue, l'équipe se renforce avec les arrivées de Damien Grégorini, Issiar Dia, ainsi que le retour de l'attaquant formé au club Youssouf Hadji, afin de gérer toutes les compétitions (notamment européenne) à disputer cette saison.
Le club aborde le premier tour de la Coupe UEFA pénalisé par un coefficient UEFA faible, et rencontre la formation allemande de Schalke 04, précédent demi-finaliste de la Coupe UEFA 2005-2006 et 4e de la saison 2005-2006 du championnat allemand. Battus à l'aller 0-1 en Allemagne, les Meurthe-et-mosellans dominent Schalke au match retour 3-1, grâce des réalisations d'André Luiz, Gaston Curbelo et Issiar Dia. Avec un score cumulé de 3-2, l'ASNL se qualifie pour la phase de groupe.
Dans le sillage de cet exploit, les Nancéiens enchaînent les succès en championnat et séduisent, atteignant la 3e place lors de la 8e journée, ainsi que les quarts de finale en Coupe de la Ligue (défaite 3-1 face à Lyon), mais le club doit également gérer la compétition européenne. Lors de la phase de groupe, les Lorrains remportent leur premier match (2-1) face au Wisła Cracovie, puis font match nul (2-2) à Bâle. Nancy bat ensuite Feyenoord 3-0 le 30 novembre 2006, ce qui déclenche la colère des hooligans du club néerlandais, qui causent d'importants dégâts dans le stade et en ville. Les Nancéiens sont toutefois battus en Angleterre (0-1), cédant la première place du groupe à Blackburn.
En championnat, l'ASNL marque le pas mais termine la phase aller à la 7e place. En 16e de finale de la Coupe UEFA, le club affronte la solide formation du Chakhtior Donetsk, repêché de la Ligue des champions. L'équipe ukrainienne, rompue aux compétitions européennes, l'emporte 1 à 0 à Nancy, après un match nul 0-0 des Meurthe-et-mosellans à l'aller.
L'ASNL achève finalement sa saison de Ligue 1 par une 13e place, n'empochant que 20 points durant la phase retour. 

## Effectif
| N°           | Nom                      | Poste     | Naissance  | Nationalité sportive | Club précédent                | Nbre de but cette saison |
| 1            | Gennaro Bracigliano      | Gardien   | 01/03/1980 | France               | SCO Angers (Formé au club)    |                          |
| 16           | Damien Grégorini         | Gardien   | 02/03/1979 | France               | OGC Nice (Formé au club)      |                          |
| 30           | Johan Lapeyre            | Gardien   | 03/08/1985 | France               | Formé au club                 |                          |
| 3            | Pape Diakhaté            | Défenseur | 21/06/1984 | Sénégal              | Formé au club                 |                          |
| 4            | Cédric Lécluse           | Défenseur | 29/03/1972 | France               | Cosco Shangaï (Formé au club) |                          |
| 5            | André Luiz Silva         | Défenseur | 27/01/1980 | Brésil               | Atletico Mineiro              |                          |
| 8            | Frédéric Biancalani      | Défenseur | 21/07/1974 | France               | Walsall FC (Formé au club)    |                          |
| 13           | Damián Macaluso          | Défenseur | 09/03/1980 | Uruguay              | SS Sambenedettese Calcio      |                          |
| 19           | Jérémy Sapina            | Défenseur | 01/02/1985 | France               | Formé au club                 |                          |
| 20           | Mickaël Chrétien         | Défenseur | 10/07/1984 | Maroc                | Formé au club                 |                          |
| 25           | Adailton Da Silva Santos | Défenseur | 26/12/1979 | Brésil               | Criciúma EC                   |                          |
| 28           | Sébastien Puygrenier     | Défenseur | 28/01/1982 | France               | Stade rennais                 |                          |
| 27           | David Sauget             | Défenseur | 23/11/1979 | France               | SC Bastia                     |                          |
| 2            | Ludovic Guerriero        | Milieu    | 05/01/1985 | France               | US Raon (Formé au club)       |                          |
| 6            | Pascal Berenguer         | Milieu    | 20/05/1981 | France               | Istres                        |                          |
| 7            | Emmanuel Duchemin        | Milieu    | 14/03/1979 | France               | Amiens                        |                          |
| 11           | Moncef Zerka             | Milieu    | 30/08/1981 | Maroc                | Formé au club                 |                          |
| 14           | Rachid Hamdani           | Milieu    | 08/04/1985 | Maroc                | US Raon (Formé au club)       |                          |
| 15           | Abdoulaye Khouma Keita   | Milieu    | 23/10/1978 | Sénégal              | Iraklis                       |                          |
| 18           | Adrian Sarkissian        | Milieu    | 13/02/1979 | Uruguay              | River Plate Montevideo        |                          |
| 23           | Jonathan Brison          | Milieu    | 07/02/1983 | France               | Formé au club                 |                          |
| 24           | Benjamin Gavanon         | Milieu    | 09/08/1980 | France               | Nottingham Forest             |                          |
| 26           | Landry N'Guemo           | Milieu    | 28/11/1985 | Cameroun             | Formé au club                 |                          |
| 9            | Kim                      | Attaquant | 22/06/1980 | Brésil               | Al Ahly                       |                          |
| 12           | Youssouf Hadji           | Attaquant | 25/02/1980 | Maroc                | Stade rennais                 |                          |
| 17           | Gaston Curbelo           | Attaquant | 08/04/1976 | Uruguay              | Hurucan Buceo                 |                          |
| 21           | Gergely Rudolf           | Attaquant | 09/03/1985 | Hongrie              | Formé au club                 |                          |
| 10           | Issiar Dia               | Attaquant | 08/06/1987 | France               | Amiens                        |                          |
| 22/34 (UEFA) | Marc-Antoine Fortuné     | Attaquant | 02/07/1981 | France               | FC Utrecht                    |                          |